# Georg Friedrich von Manstein
Georg Friedrich von Manstein (* 1702 bei Insterburg; † 6. Mai 1757 vor Prag) war ein Obrist Friedrichs des Großen.

## Leben

### Herkunft
Georg Friedrich war ein Sohn des preußischen Hauptmanns Georg Wilhelm von Manstein († um 1736) und dessen Ehefrau Anna Louise von der Trenck. Er war ein Vetter ersten Grades des preußischen Generalmajors Christoph Hermann von Manstein. Sein Bruder Johann Dietrich von Manstein war ebenfalls preußischer Oberst.

### Militärischer Werdegang
1714 verließ Georg Friedrich sein Elternhaus und kam über Königsberg in Preußen nach Berlin, wo er Edelknabe der preußischen Königin, der Mutter Friedrichs II. wurde. Im Januar 1716 kam Manstein in das Kadettenkorps, zuerst in Magdeburg und eineinhalb Jahre später in Berlin. 1718 kam er als Fähnrich nach Dessau in das Regiment „Anhalt“. 1723 wurde er zum Unterleutnant, 1729 zum Premierleutnant, 1736 zum Stabskapitän und 1741 zum Obristwachtmeister befördert.
Manstein nahm am Zweiten Schlesischen Krieg teil. Wegen besonderer Tapferkeit in der Schlacht bei Kesselsdorf wurde er am 23. Dezember 1745 zum Obristleutnant befördert. Am 15. Juni 1747 erhielt Manstein vom König den Orden Pour le Mérite. Manstein leitete dann mehrere Untersuchungskommissionen, die sich mit Militärvergehen befassten, und war in Geheimmissionen für Friedrich unterwegs. 1753 wurde er zum Obristen befördert.
Im Siebenjährigen Krieg nahm Manstein an der Schlacht bei Lobositz teil und deckte nach dem Sieg den Abzug des Hauptheeres nach Sachsen. Danach wurde er als Kommandant von Leipzig eingesetzt, bis sein Regiment im März 1757 wieder in den Kampf zog.
In der Schlacht bei Prag führte Manstein das 1. Bataillon seines Regiments. Beim Versuch, dem stark bedrängten 3. Bataillon zu Hilfe zu kommen, fiel er gegen zwei Uhr nachmittags von drei Kartätschenkugeln in den Unterleib getroffen und starb eine halbe Stunde später an seinen Verletzungen.

### Familie
Er war seit 1734 mit der Bürgerlichen Katharina Elisabeth Bosterhausen verheiratet und hatte mit ihr vier Söhne und eine Tochter. Von den Kindern überlebte nur Leopold Moritz Friedrich von Manstein (* 5. August 1744). Dieser wurde einen Tag nach dem Tod seines Vaters – am 7. Mai 1757 – vom König zum Fähnrich des Regiments „Anhalt“ ernannt.